# U-Bahn-Station Neue Donau

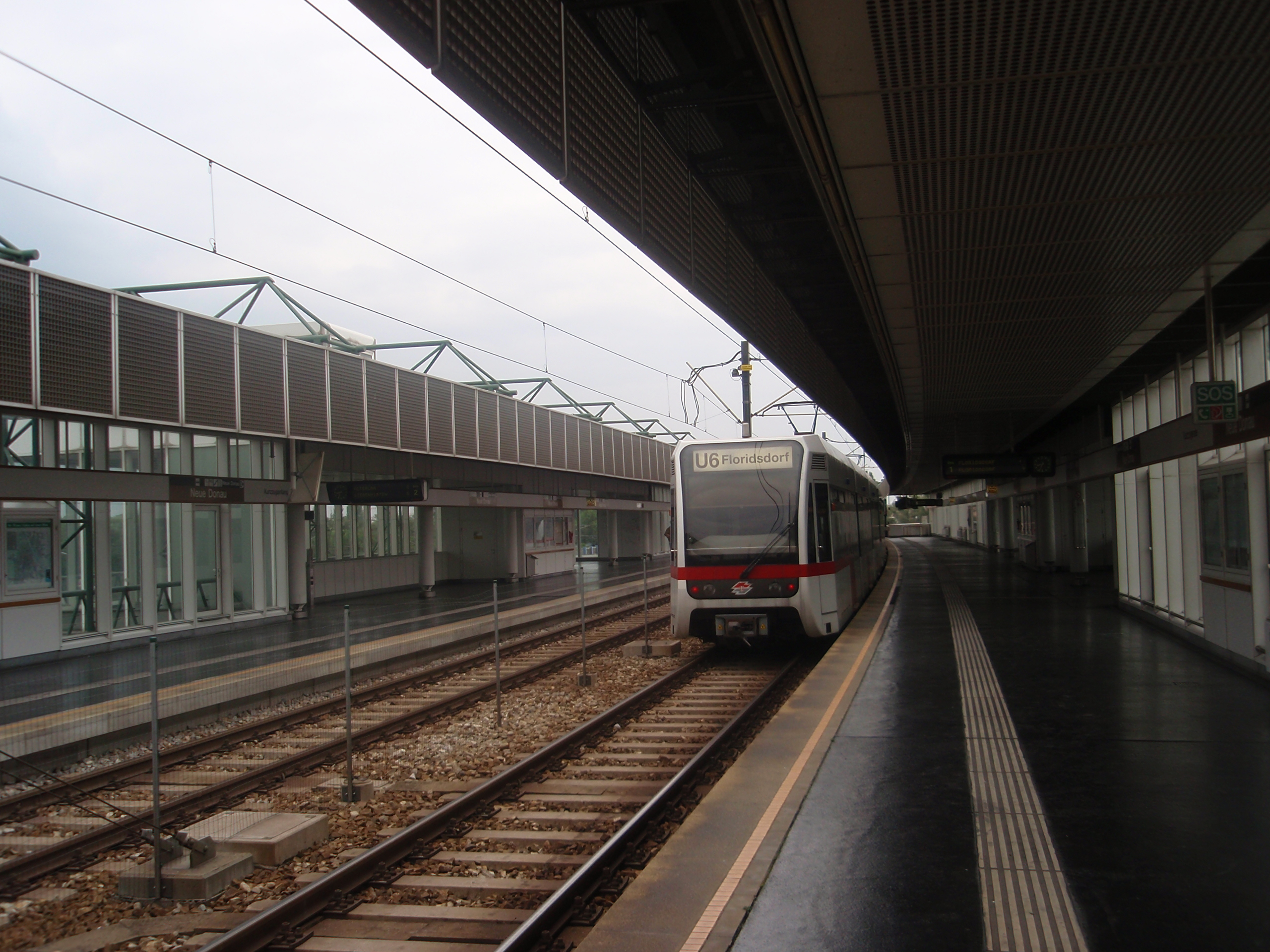
Zug Richtung Floridsdorf

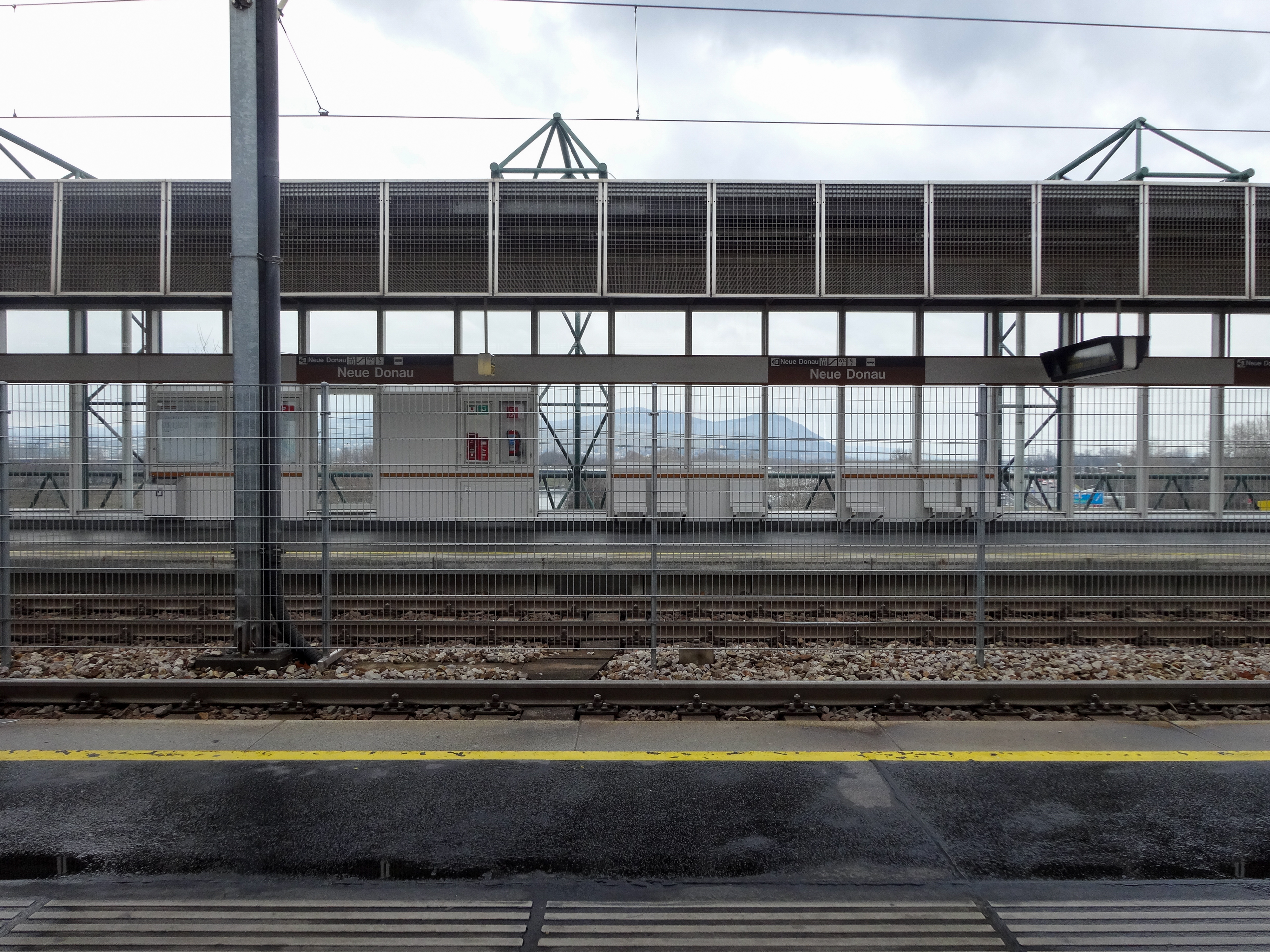
Neue Donau

Die Station Neue Donau ist eine am 4. Mai 1996 eröffnete, oberirdische U-Bahn-Station der Wiener U-Bahn-Linie U6 im 21. Wiener Gemeindebezirk Floridsdorf. Namensgeber ist das zwischen 1972 und 1988 als Hochwasserschutz entstandene Entlastungsgerinne Neue Donau.
Das Stationsgebäude erstreckt sich parallel zur Stammstrecke der S-Bahn über der Donauuferautobahn zwischen dem Hubertusdamm und dem Rollerdamm. Ausgänge führen direkt auf den Fußgängersteg unter dem Georg-Danzer-Steg. Die Station verfügt über Seitenbahnsteige, von denen feste Treppen und Aufzüge zu dem unter dem U-Bahntragwerk gelegenen Aufnahmegebäude führen. Zusätzlich zur Linie 20A kann während der Sommersaison zum Bäderbus 20B umgestiegen werden, welcher die Strandbäder entlang der Alten Donau bedient. Die höchste Fahrgastfrequenz hat die Station alljährlich während des Donauinselfestes: Bei dieser Gelegenheit sorgt ein Ordnerdienst von Mitarbeitern der Wiener Linien und der Polizei aus Sicherheitsgründen für einen zügigen Fahrgastwechsel. Bis zum September 2000 befand sich westlich der Station die S-Bahn-Station Strandbäder, allerdings ohne direkte Umsteigemöglichkeit zur U6.
In unmittelbarer Nähe zur Station befindet sich seit 1979 das Islamische Zentrum Wien, das erste erkennbar als Moschee in Österreich errichtete islamische Gotteshaus.